# 剛果共和國國家足球隊
剛果共和國國家足球隊（法語：Équipe du Congo de football）是剛果共和國的國家足球代表隊，由剛果共和國足球協會管理，現時屬於國際足協及非洲足協成員國之一。剛果共和國曾經7次參加非洲國家盃，並在1972年決賽擊敗馬里獲得目前唯一一項非洲國家盃冠軍，可惜至今仍未晉升過世界盃決賽週。他們曾經於1965年全非運動會足球比賽獲得冠軍，2007年在由中非國家參加的CEMAC盃中獲得冠軍。

## 世界盃紀錄
| 世界盃參賽紀錄   | 世界盃參賽紀錄   | 世界盃參賽紀錄   | 世界盃參賽紀錄   | 世界盃參賽紀錄   | 世界盃參賽紀錄   | 世界盃參賽紀錄   | 世界盃參賽紀錄   | 世界盃參賽紀錄   |          |
| 年度             | 圈數             | 排名             | 賽               | 勝               | 和               | 負               | 入               | 失               |          |
| ---------------- | ---------------- | ---------------- | ---------------- | ---------------- | ---------------- | ---------------- | ---------------- | ---------------- | -------- |
| 1930年 至 1962年 | 沒有參加         | 沒有參加         | 沒有參加         | 沒有參加         | 沒有參加         | 沒有參加         | 沒有參加         | 沒有參加         |          |
| 1966年           | 未被國際足總接納 | 未被國際足總接納 | 未被國際足總接納 | 未被國際足總接納 | 未被國際足總接納 | 未被國際足總接納 | 未被國際足總接納 | 未被國際足總接納 |          |
| 1970年           | 沒有參加         | 沒有參加         | 沒有參加         | 沒有參加         | 沒有參加         | 沒有參加         | 沒有參加         | 沒有參加         |          |
| 1974年 至 1978年 | 未能晉級         | 未能晉級         | 未能晉級         | 未能晉級         | 未能晉級         | 未能晉級         | 未能晉級         | 未能晉級         |          |
| 1982年至 1990年  | 沒有參加         | 沒有參加         | 沒有參加         | 沒有參加         | 沒有參加         | 沒有參加         | 沒有參加         | 沒有參加         |          |
| 1994年 至 2022   | 未能晋级         | 未能晋级         | 未能晋级         | 未能晋级         | 未能晋级         | 未能晋级         | 未能晋级         | 未能晋级         | 未能晋级 |

## 非洲國家盃成績
| 非洲國家盃參賽紀錄     | 非洲國家盃參賽紀錄         | 非洲國家盃參賽紀錄         | 非洲國家盃參賽紀錄         | 非洲國家盃參賽紀錄         | 非洲國家盃參賽紀錄         | 非洲國家盃參賽紀錄         | 非洲國家盃參賽紀錄         | 非洲國家盃參賽紀錄         |
| 年份                   | 最終成績                   | 總排名                     | 場數                       | 勝                         | 和*                        | 負                         | 入球                       | 失球                       |
| ---------------------- | -------------------------- | -------------------------- | -------------------------- | -------------------------- | -------------------------- | -------------------------- | -------------------------- | -------------------------- |
| 1957年                 | 屬於法國的一部分           | 屬於法國的一部分           | 屬於法國的一部分           | 屬於法國的一部分           | 屬於法國的一部分           | 屬於法國的一部分           | 屬於法國的一部分           | 屬於法國的一部分           |
| 1959年                 | 屬於法國的一部分           | 屬於法國的一部分           | 屬於法國的一部分           | 屬於法國的一部分           | 屬於法國的一部分           | 屬於法國的一部分           | 屬於法國的一部分           | 屬於法國的一部分           |
| 改名為 剛果-布拉柴維爾 |                            |                            |                            |                            |                            |                            |                            |                            |
| 1962年                 | 不屬於非洲足球協會的一部分 | 不屬於非洲足球協會的一部分 | 不屬於非洲足球協會的一部分 | 不屬於非洲足球協會的一部分 | 不屬於非洲足球協會的一部分 | 不屬於非洲足球協會的一部分 | 不屬於非洲足球協會的一部分 | 不屬於非洲足球協會的一部分 |
| 1963年                 | 不屬於非洲足球協會的一部分 | 不屬於非洲足球協會的一部分 | 不屬於非洲足球協會的一部分 | 不屬於非洲足球協會的一部分 | 不屬於非洲足球協會的一部分 | 不屬於非洲足球協會的一部分 | 不屬於非洲足球協會的一部分 | 不屬於非洲足球協會的一部分 |
| 1965年                 | 不屬於非洲足球協會的一部分 | 不屬於非洲足球協會的一部分 | 不屬於非洲足球協會的一部分 | 不屬於非洲足球協會的一部分 | 不屬於非洲足球協會的一部分 | 不屬於非洲足球協會的一部分 | 不屬於非洲足球協會的一部分 | 不屬於非洲足球協會的一部分 |
| 1968年                 | 小組賽                     | 7/8                        | 3                          | 0                          | 0                          | 3                          | 2                          | 8                          |
| 改名為 剛果人民共和國  |                            |                            |                            |                            |                            |                            |                            |                            |
| 1970年                 | 沒有參與                   | 沒有參與                   | 沒有參與                   | 沒有參與                   | 沒有參與                   | 沒有參與                   | 沒有參與                   | 沒有參與                   |
| 1972年                 | 冠軍                       | 1/8                        | 5                          | 3                          | 1                          | 1                          | 9                          | 5                          |
| 1974年                 | 殿軍                       | 4/8                        | 5                          | 2                          | 1                          | 2                          | 7                          | 10                         |
| 1976年                 | 外圍賽出局                 | 外圍賽出局                 | 外圍賽出局                 | 外圍賽出局                 | 外圍賽出局                 | 外圍賽出局                 | 外圍賽出局                 | 外圍賽出局                 |
| 1978年                 | 小組賽                     | 7/8                        | 3                          | 0                          | 1                          | 2                          | 1                          | 4                          |
| 1980年                 | 外圍賽出局                 | 外圍賽出局                 | 外圍賽出局                 | 外圍賽出局                 | 外圍賽出局                 | 外圍賽出局                 | 外圍賽出局                 | 外圍賽出局                 |
| 1982年                 | 外圍賽出局                 | 外圍賽出局                 | 外圍賽出局                 | 外圍賽出局                 | 外圍賽出局                 | 外圍賽出局                 | 外圍賽出局                 | 外圍賽出局                 |
| 1984年                 | 外圍賽出局                 | 外圍賽出局                 | 外圍賽出局                 | 外圍賽出局                 | 外圍賽出局                 | 外圍賽出局                 | 外圍賽出局                 | 外圍賽出局                 |
| 1986年                 | 外圍賽出局                 | 外圍賽出局                 | 外圍賽出局                 | 外圍賽出局                 | 外圍賽出局                 | 外圍賽出局                 | 外圍賽出局                 | 外圍賽出局                 |
| 1988年                 | 外圍賽出局                 | 外圍賽出局                 | 外圍賽出局                 | 外圍賽出局                 | 外圍賽出局                 | 外圍賽出局                 | 外圍賽出局                 | 外圍賽出局                 |
| 1990年                 | 沒有參與                   | 沒有參與                   | 沒有參與                   | 沒有參與                   | 沒有參與                   | 沒有參與                   | 沒有參與                   | 沒有參與                   |
| 改名為 剛果共和國      |                            |                            |                            |                            |                            |                            |                            |                            |
| 1992年                 | 八強                       | 5/12                       | 3                          | 0                          | 2                          | 1                          | 2                          | 3                          |
| 1994年                 | 外圍賽出局                 | 外圍賽出局                 | 外圍賽出局                 | 外圍賽出局                 | 外圍賽出局                 | 外圍賽出局                 | 外圍賽出局                 | 外圍賽出局                 |
| 1996年                 | 外圍賽出局                 | 外圍賽出局                 | 外圍賽出局                 | 外圍賽出局                 | 外圍賽出局                 | 外圍賽出局                 | 外圍賽出局                 | 外圍賽出局                 |
| 1998年                 | 外圍賽出局                 | 外圍賽出局                 | 外圍賽出局                 | 外圍賽出局                 | 外圍賽出局                 | 外圍賽出局                 | 外圍賽出局                 | 外圍賽出局                 |
| 2000年                 | 小組賽                     | 11/16                      | 3                          | 0                          | 2                          | 1                          | 0                          | 1                          |
| 2002年                 | 外圍賽出局                 | 外圍賽出局                 | 外圍賽出局                 | 外圍賽出局                 | 外圍賽出局                 | 外圍賽出局                 | 外圍賽出局                 | 外圍賽出局                 |
| 2004年                 | 外圍賽出局                 | 外圍賽出局                 | 外圍賽出局                 | 外圍賽出局                 | 外圍賽出局                 | 外圍賽出局                 | 外圍賽出局                 | 外圍賽出局                 |
| 2006年                 | 外圍賽出局                 | 外圍賽出局                 | 外圍賽出局                 | 外圍賽出局                 | 外圍賽出局                 | 外圍賽出局                 | 外圍賽出局                 | 外圍賽出局                 |
| 2008年                 | 外圍賽出局                 | 外圍賽出局                 | 外圍賽出局                 | 外圍賽出局                 | 外圍賽出局                 | 外圍賽出局                 | 外圍賽出局                 | 外圍賽出局                 |
| 2010年                 | 外圍賽出局                 | 外圍賽出局                 | 外圍賽出局                 | 外圍賽出局                 | 外圍賽出局                 | 外圍賽出局                 | 外圍賽出局                 | 外圍賽出局                 |
| 2012年                 | 外圍賽出局                 | 外圍賽出局                 | 外圍賽出局                 | 外圍賽出局                 | 外圍賽出局                 | 外圍賽出局                 | 外圍賽出局                 | 外圍賽出局                 |
| 2013年                 | 外圍賽出局                 | 外圍賽出局                 | 外圍賽出局                 | 外圍賽出局                 | 外圍賽出局                 | 外圍賽出局                 | 外圍賽出局                 | 外圍賽出局                 |
| 2015年                 | 八強                       | 5/16                       | 4                          | 2                          | 1                          | 1                          | 6                          | 6                          |
| 2017年                 | 外圍賽出局                 | 外圍賽出局                 | 外圍賽出局                 | 外圍賽出局                 | 外圍賽出局                 | 外圍賽出局                 | 外圍賽出局                 | 外圍賽出局                 |
| 2019年                 | 外圍賽出局                 | 外圍賽出局                 | 外圍賽出局                 | 外圍賽出局                 | 外圍賽出局                 | 外圍賽出局                 | 外圍賽出局                 | 外圍賽出局                 |
| 2021年                 | 外圍賽出局                 | 外圍賽出局                 | 外圍賽出局                 | 外圍賽出局                 | 外圍賽出局                 | 外圍賽出局                 | 外圍賽出局                 | 外圍賽出局                 |
| 2023年                 | 外圍賽出局                 | 外圍賽出局                 | 外圍賽出局                 | 外圍賽出局                 | 外圍賽出局                 | 外圍賽出局                 | 外圍賽出局                 | 外圍賽出局                 |
| Total                  | 一次冠軍                   | 7/35                       | 26                         | 7                          | 8                          | 11                         | 27                         | 37                         |

## 外部連結
- 官方網站